# 坂本昌仁
坂本 昌仁（さかもと まさひと、1933年12月29日 - ）は、元競輪選手。日本競輪選手会大阪支部を経て、同会兵庫支部に在籍。日本競輪学校第5期生。同期には加藤晶らがいる。

## 来歴
1956年の日本選手権競輪（後楽園競輪場）及び全国都道府県選抜競輪（神戸競輪場）を優勝。この当時、後に『競輪の神様』と称されることになる、松本勝明（京都）の一番のライバルとして君臨した。しかし、とある年の大宮競輪場での競走中に落車し、ゴールの写真判定塔に激突して瀕死の重傷を負った一件が災いし、まもなくトップクラスの座から転落した。その後、再起不能とさえ言われながらもレースに復帰し、1984年6月11日に選手登録削除されるまで、通算728勝を挙げた。
なお、名前の『昌仁』を「まさひと」と呼んだ、当人の現役時代を知るファン、マスコミはほとんどおらず、通常、「しょうじん（あるいは、しょうじ）」と呼ばれていた。